# 한오
한오(하노, 본명: 한명호(韓明鎬), 1957년 5월 27일 ~ )는 대한민국의 화가이다.

## 생애
1957년 인천에서 태어나, 서울에서 주로 성장하였으며, 홍익대학교 미술대학 서양화과 학사, 홍익대학교 대학원 서양화과 석사를 졸업하였다.
1993년 미술판을 바꿔보겠다는 열망으로 미협 이사장직에 도전했다가 기득권층에 밀려 실패를 맛본 후 화단을 떠났다가 16년만인 2009년 복귀했다.

## 화법
그는 난을 치듯 흙손으로 물감을 발라 이를 다시 깎아내는 방식으로 이미지를 만들어 나간다. 방법상 기존의 유화 방식이 계속 덧칠해가는 것에 대비된다고 할 수 있다.

## 수상
- 2009년 한국예술평론가협의회 주최, 『올해의 최우수예술가상』(미술부문) 수상[5][6]

## 전시
- 갤러리이듬, 부산, 그룹전 《내마음 속 호랑이》(2010)[7]
- 갤러리두인, 서울, 개인전(2010)[8]
- 갤러리토포하우스, 서울, 개인전(2009)[9]
- 박영덕화랑, 서울, 개인전(2009)[10]